# Zhuang

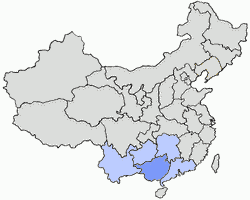
Siedlungsgebiet der Zhuang-Volksgruppen

Die Zhuang (auf Zhuang Bouxcuengh, chinesisch 壯族 / 壮族, Pinyin Zhuàngzú) sind ein Tai-Volk, das zum größten Teil im Autonomen Gebiet Guangxi der Zhuang, im Südosten Chinas, lebt. Zusammen mit den Buyi, Tay–Nùng und anderen Tai-Volksgruppen werden sie auch Rau oder Rao genannt.
Die Zhuang sind eine der 56 offiziell anerkannten Nationalitäten Chinas. Mit ihren 18.540.000 Menschen (Zensus 2016) sind sie nach den Han das zweitgrößte Volk Chinas. Seit der Mitte des 20. Jahrhunderts befasst sich eine Zhuangologie oder Zhuang-Kunde genannte wissenschaftliche Disziplin mit Philologie, Geschichte, Sprache und Literatur sowie Philosophie der Zhuang.
In Vietnam und Laos leben – dort jeweils als eigenständige Nationalitäten anerkannte – ethnische Gruppen, die sprachlich wie kulturell diversen Untergruppen der Zhuang in China sehr nahestehen. In Vietnam gehören hierzu die Tay (über 1,4 Mio. Menschen), die Nung (über 800.000 Menschen), die San Chay (ca. 140.000 Menschen) und die Giay (ca. 38.000 Menschen). In Laos sind es weitere gut 6.000 Giay.

## Etymologische Anmerkungen

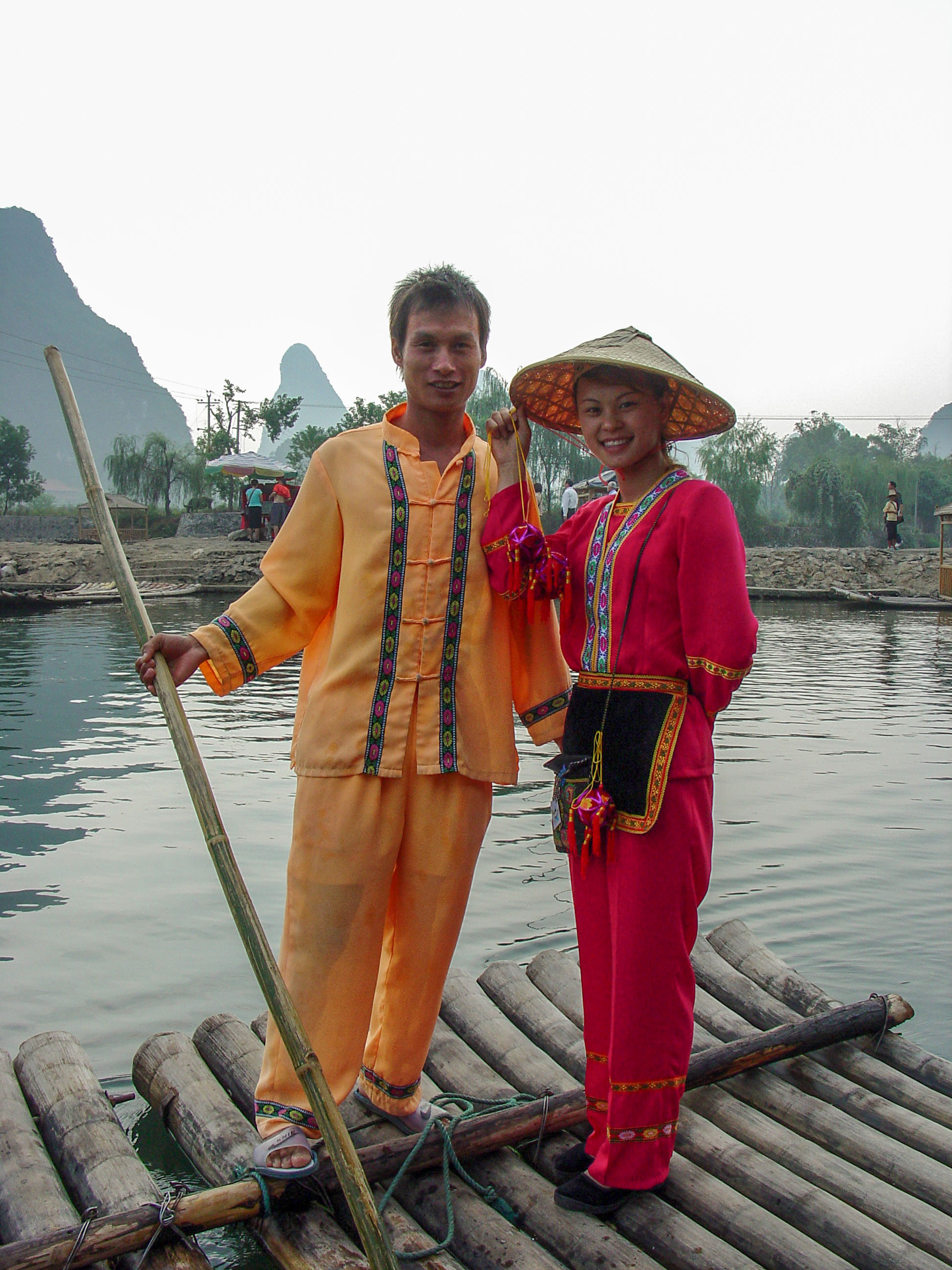
Zhuang aus Guilin in Guangxi

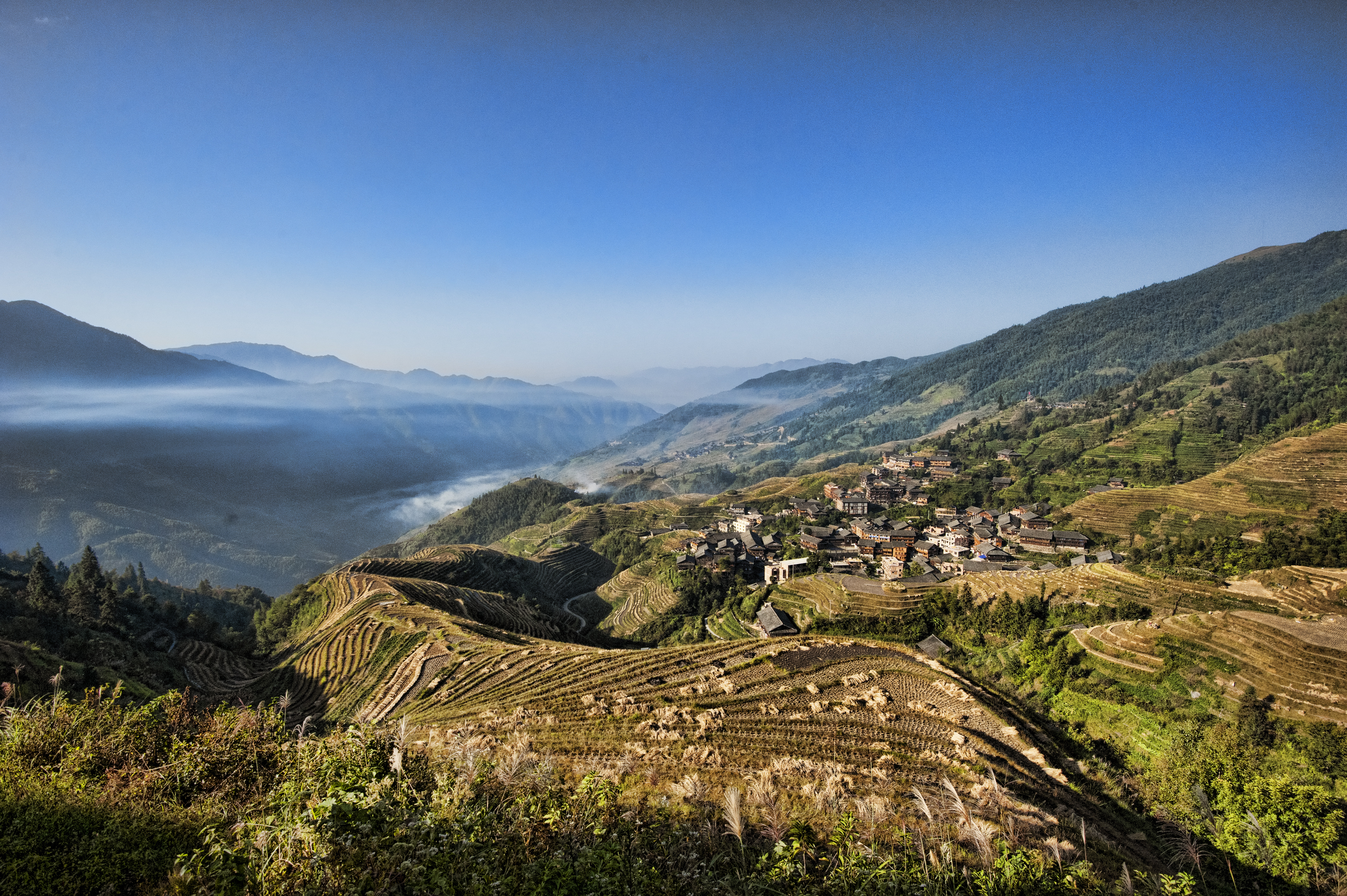
Ping An, ein Zhuang-Dorf in der Region Longsheng (Guangxi)

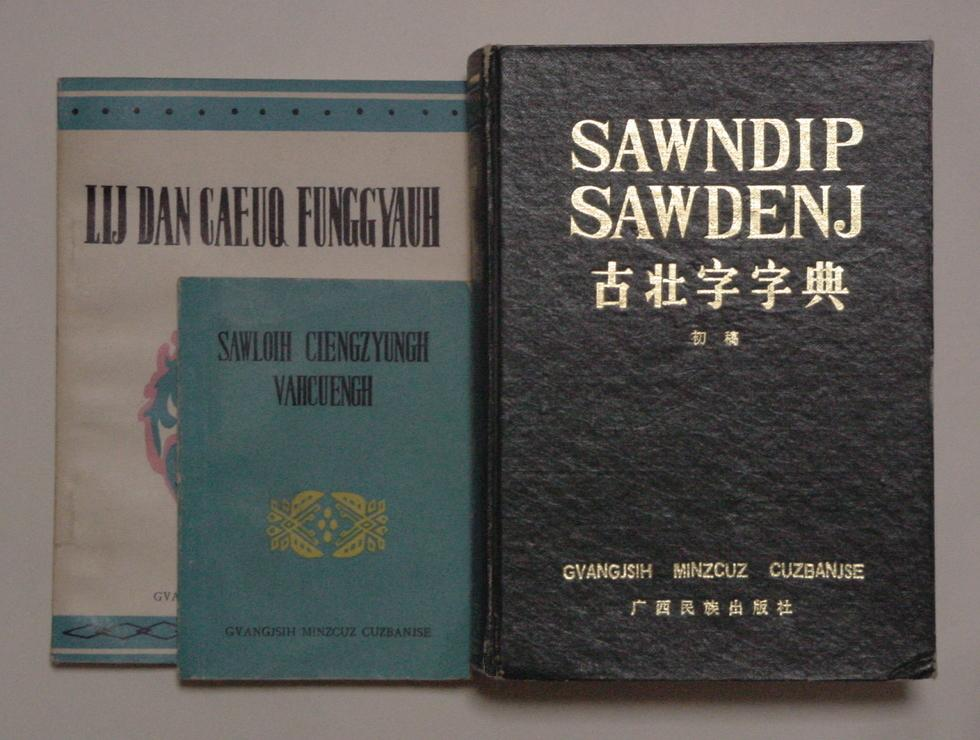
Zhuang Publikationen

Der Name Zhuang wurde früher mit dem Schriftzeichen 獞 (Zhuàng oder tóng, Name einer Hundeart) geschrieben. Dies spielte auf die Rolle von Hundefleisch in der Ernährung der Zhuang an. Wegen der pejorativen Konnotationen ersetzte man 1949 das auf der linken Seite des Zeichens stehende Radikal „Hund“ durch das Radikal für Mensch  (僮). Diese Kombination wird ebenfalls zhuàng bzw. tóng gelesen, doch auch hier löste die Bedeutung (Hausbursche) wenig Begeisterung aus. Letztlich wählte man ein völlig neues Schriftzeichen 壯,  das so viel wie fest oder stark bedeutet.

## Kultur
Die Zhuang sind Nachfahren der antiken Baiyue, eines großteils tai-kadai-sprachigen Volks im südöstlichen China.

### Sprache
Die als Zhuang bezeichnete Sprache umfasst eine Gruppe von Dialekten, die keine monophyletische Einheit bilden.  Da der Austausch zwischen den Dörfern in der Gebirgslandschaft von Guangxi sehr schwierig war, ist der gemeinsame Wortschatz in vielen Fällen begrenzt. Man unterscheidet acht nördliche und fünf südliche Dialekte. Manche haben mehr Gemeinsamkeiten mit Thai-Sprachen als untereinander. Die Sprache wurde ursprünglich mit Sawndip genannten, vom Chinesischen abgeleiteten Zeichen geschrieben. Seit 1975 gibt es eine Schrift mit lateinischen Buchstaben, doch verwenden noch heute manche Intellektuelle die alte Schrift, deren Geschichte mindestens bis ins 7. Jahrhundert zurückreicht.

### Religion
Die meisten Zhuang praktizieren einen Mo oder Moismus (chinesisch 摩教, Pinyin Mó jiào), gelegentlich auch Zhuang Shigongismus (chinesisch 壮族师公教, Pinyin Zhuàngzú shīgōng jiào) genannten Ahnenkult, der mit einem animistischen Naturbild verknüpft ist. Es gibt jedoch auch Christen, Buddhisten und Muslime in Guangxi.

## Persönlichkeiten
- Nong Zhigao (侬智高, 1025–1055)
- Wa Shi (瓦氏夫人, 1498–1557)
- Wei Baqun (1894–1932)
- Huang Xianfan – war ein chinesischer Historiker, Anthropologe und Pädagoge
- Li Ning – ist ein chinesischer Unternehmer und ehemaliger Turner

## Geographie
Beim Zensus im Jahre 2016 wurden 18.540.000 Zhuang gezählt. Sie leben größtenteils im Autonomen Gebiet Guangxi der Zhuang (91,4 %); daneben gibt es aber auch in den Provinzen Yunnan (6,5 %), Guangdong (1 %) und Guizhou größere Zhuang-Populationen. Außerdem haben sich in allen größeren und kleineren Städten Chinas Zhuang angesiedelt.

### Verbreitungsgebiete
Verbreitungsgebiete der Zhuang auf Kreisebene (2000):
Hier wurden nur Werte über 0,10 % berücksichtigt. AG = Autonomes Gebiet, AB = Autonomer Bezirk, AK = Autonomer Kreis.
| übergeordnete Provinzebene | übergeordnete Bezirksebene       | Kreis, Stadt, Stadtbezirk                             | Anzahl der Zhuang | % aller Zhuang Chinas |
| -------------------------- | -------------------------------- | ----------------------------------------------------- | ----------------- | --------------------- |
| AG Guangxi der Zhuang      | Stadt Nanning                    | Stadtbezirk Yongning (邕宁区)                         | 766.441           | 4,74 %                |
| AG Guangxi der Zhuang      | Stadt Laibin                     | Stadtbezirk Xingbin (兴宾区)                          | 600.360           | 3,71 %                |
| AG Guangxi der Zhuang      | Stadt Nanning                    | Kreis Wuming (武鸣县)                                 | 524.912           | 3,24 %                |
| AG Guangxi der Zhuang      | Stadt Bose                       | Kreis Jingxi (靖西县)                                 | 452.399           | 2,8 %                 |
| AG Guangxi der Zhuang      | Stadt Guigang                    | Stadtbezirk Gangbei (港北区)                          | 424.343           | 2,62 %                |
| AG Guangxi der Zhuang      | Stadt Hechi                      | Stadtbezirk Yizhou (宜州市)                           | 405.372           | 2,51 %                |
| AG Guangxi der Zhuang      | Stadt Hechi                      | AK Du’an der Yao (都安瑶族自治县)                     | 399.142           | 2,47 %                |
| AG Guangxi der Zhuang      | Stadt Liuzhou                    | Kreis Liujiang (柳江县)                               | 383.478           | 2,37 %                |
| AG Guangxi der Zhuang      | Stadt Bose                       | Kreis Pingguo (平果县)                                | 350.122           | 2,16 %                |
| AG Guangxi der Zhuang      | Stadt Nanning                    | Kreis Heng (横县)                                     | 323.428           | 2,0 %                 |
| Provinz Yunnan             | AB Wenshan der Zhuang und Miao   | Kreis Guangnan (广南县)                               | 315.755           | 1,95 %                |
| AG Guangxi der Zhuang      | Stadt Laibin                     | Kreis Xincheng (忻城县)                               | 315.354           | 1,95 %                |
| AG Guangxi der Zhuang      | Stadt Chongzuo                   | Kreis Tiandeng (天等县)                               | 307.660           | 1,9 %                 |
| AG Guangxi der Zhuang      | Stadt Chongzuo                   | Kreis Daxin (大新县)                                  | 306.617           | 1,9 %                 |
| AG Guangxi der Zhuang      | Stadt Chongzuo                   | Kreis Fusui (扶绥县)                                  | 305.369           | 1,89 %                |
| AG Guangxi der Zhuang      | Stadt Nanning                    | Kreis Mashan (马山县)                                 | 302.035           | 1,87 %                |
| AG Guangxi der Zhuang      | Stadt Nanning                    | Kreis Long’an (隆安县)                                | 301.972           | 1,87 %                |
| AG Guangxi der Zhuang      | Stadt Bose                       | Kreis Tiandong (田东县)                               | 301.895           | 1,87 %                |
| AG Guangxi der Zhuang      | Stadt Nanning                    | Kreis Shanglin (上林县)                               | 297.939           | 1,84 %                |
| AG Guangxi der Zhuang      | Stadt Chongzuo                   | Kreis Ningming (宁明县)                               | 270.754           | 1,67 %                |
| AG Guangxi der Zhuang      | Stadt Bose                       | Kreis Debao (德保县)                                  | 268.650           | 1,66 %                |
| AG Guangxi der Zhuang      | Stadt Hechi                      | AK Dahua der Yao (大化瑶族自治)                       | 261.277           | 1,61 %                |
| AG Guangxi der Zhuang      | Stadt Bose                       | Kreis Tianyang (田阳县)                               | 261.129           | 1,61 %                |
| AG Guangxi der Zhuang      | Stadt Chongzuo                   | Stadtbezirk Jiangzhou (江州区)                        | 245.714           | 1,52 %                |
| AG Guangxi der Zhuang      | Stadt Bose                       | Stadtbezirk Youjiang (右江区)                         | 244.329           | 1,51 %                |
| AG Guangxi der Zhuang      | Stadt Chongzuo                   | Kreis Longzhou (龙州县)                               | 242.616           | 1,5 %                 |
| AG Guangxi der Zhuang      | Stadt Nanning                    | Stadtbezirk Shijiao (市郊区)                          | 242.049           | 1,5 %                 |
| AG Guangxi der Zhuang      | Stadt Laibin                     | Kreis Wuxuan (武宣县)                                 | 237.239           | 1,47 %                |
| AG Guangxi der Zhuang      | Stadt Hechi                      | AK Huanjiang der Maonan (环江毛南族自治县)            | 231.373           | 1,43 %                |
| AG Guangxi der Zhuang      | Stadt Hechi                      | Stadtbezirk Jinchengjiang (金城江区)                  | 219.381           | 1,36 %                |
| AG Guangxi der Zhuang      | Stadt Hechi                      | Kreis Donglan (东兰县)                                | 212.998           | 1,32 %                |
| AG Guangxi der Zhuang      | Stadt Laibin                     | Kreis Xiangzhou (象州县)                              | 212.849           | 1,32 %                |
| Provinz Yunnan             | AB Wenshan der Zhuang und Miao   | Kreis Funing (富宁县)                                 | 211.749           | 1,31 %                |
| AG Guangxi der Zhuang      | Stadt Qinzhou                    | Stadtbezirk Qinbei (钦北区)                           | 209.460           | 1,29 %                |
| AG Guangxi der Zhuang      | Stadt Liuzhou                    | Kreis Luzhai (鹿寨县)                                 | 208.262           | 1,29 %                |
| AG Guangxi der Zhuang      | Stadt Liuzhou                    | Kreis Liucheng (柳城县)                               | 186.720           | 1,15 %                |
| AG Guangxi der Zhuang      | Stadt Bose                       | AK Longlin mehrerer Nationalitäten (隆林各族自治县)   | 180.172           | 1,11 %                |
| AG Guangxi der Zhuang      | Stadt Fangchenggang              | Kreis Shangsi (上思县)                                | 179.837           | 1,11 %                |
| AG Guangxi der Zhuang      | Stadt Hechi                      | Kreis Nandan (南丹县)                                 | 162.944           | 1,01 %                |
| AG Guangxi der Zhuang      | Stadt Nanning                    | Kreis Binyang (宾阳县)                                | 160.893           | 0,99 %                |
| AG Guangxi der Zhuang      | Stadt Bose                       | Kreis Napo (那坡县)                                   | 151.939           | 0,94 %                |
| AG Guangxi der Zhuang      | Stadt Hechi                      | AK Bama der Yao (巴马瑶族自治县)                      | 151.923           | 0,94 %                |
| AG Guangxi der Zhuang      | Stadt Bose                       | Kreis Tianlin (田林县)                                | 140.507           | 0,87 %                |
| Provinz Yunnan             | AB Wenshan der Zhuang und Miao   | Kreis Yanshan (砚山县)                                | 130.146           | 0,8 %                 |
| AG Guangxi der Zhuang      | Stadt Hechi                      | AK Luocheng der Mulam (罗城仫佬族自治县)              | 122.803           | 0,76 %                |
| Provinz Yunnan             | AB Wenshan der Zhuang und Miao   | Kreis Qiubei (丘北县)                                 | 120.626           | 0,75 %                |
| AG Guangxi der Zhuang      | Stadt Nanning                    | Stadtbezirk Chengbei (城北区)                         | 118.271           | 0,73 %                |
| AG Guangxi der Zhuang      | Stadt Nanning                    | Stadtbezirk Xincheng (heute: Qingxiu)                 | 112.402           | 0,69 %                |
| Provinz Guangdong          | Stadt Dongguan                   | Stadtbezirk (市辖区)                                  | 98.164            | 0,61 %                |
| AG Guangxi der Zhuang      | Stadt Liuzhou                    | Kreis Rong’an (融安县)                                | 97.898            | 0,6 %                 |
| AG Guangxi der Zhuang      | Stadt Hechi                      | Kreis Fengshan (凤山县)                               | 93.652            | 0,58 %                |
| AG Guangxi der Zhuang      | Stadt Laibin                     | Stadt Heshan (合山市)                                 | 93.456            | 0,58 %                |
| AG Guangxi der Zhuang      | Stadt Guigang                    | Stadt Guiping (桂平市)                                | 93.271            | 0,58 %                |
| Provinz Yunnan             | AB Wenshan der Zhuang und Miao   | Kreis Wenshan (文山县)                                | 91.257            | 0,56 %                |
| AG Guangxi der Zhuang      | Stadt Liuzhou                    | Stadtbezirk Shijiao (市郊区)                          | 90.263            | 0,56 %                |
| AG Guangxi der Zhuang      | Stadt Bose                       | Kreis Xilin (西林县)                                  | 88.935            | 0,55 %                |
| AG Guangxi der Zhuang      | Stadt Chongzuo                   | Stadt Pingxiang (凭祥市)                              | 85.603            | 0,53 %                |
| AG Guangxi der Zhuang      | Stadt Fangchenggang              | Stadtbezirk Fangcheng (防城区)                        | 84.281            | 0,52 %                |
| Provinz Guangdong          | Stadt Shenzhen                   | Stadtbezirk Bao’an (宝安区)                           | 81.368            | 0,5 %                 |
| AG Guangxi der Zhuang      | Stadt Hechi                      | Kreis Tian’e (天峨县)                                 | 79.236            | 0,49 %                |
| AG Guangxi der Zhuang      | Stadt ose                        | Kreis Leye (乐业县)                                   | 71.739            | 0,44 %                |
| AG Guangxi der Zhuang      | Stadt Liuzhou                    | Stadtbezirk Liunan (柳南区)                           | 63.470            | 0,39 %                |
| AG Guangxi der Zhuang      | Stadt Liuzhou                    | Stadtbezirk Yufeng (鱼峰区)                           | 62.870            | 0,39 %                |
| AG Guangxi der Zhuang      | Stadt Bose                       | Kreis Lingyun (凌云县)                                | 58.655            | 0,36 %                |
| AG Guangxi der Zhuang      | Stadt Qinzhou                    | Stadtbezirk Qinnan (钦南区)                           | 58.571            | 0,36 %                |
| AG Guangxi der Zhuang      | Stadt Laibin                     | AK Jinxiu der Yao (金秀瑶族自治县)                    | 58.539            | 0,36 %                |
| AG Guangxi der Zhuang      | Stadt Liuzhou                    | Stadtbezirk Liubei (柳北区)                           | 57.290            | 0,35 %                |
| AG Guangxi der Zhuang      | Stadt Liuzhou                    | AK Rongshui der Miao (融水苗族自治县)                 | 56.770            | 0,35 %                |
| Provinz Yunnan             | AB Wenshan der Zhuang und Miao   | Kreis Maguan (马关县)                                 | 54.856            | 0,34 %                |
| AG Guangxi der Zhuang      | Stadt Nanning                    | Stadtbezirk Jiangnan (江南区)                         | 54.232            | 0,34 %                |
| Provinz Guangdong          | Stadt Foshan                     | Stadtbezirk Nanhai (南海区)                           | 50.007            | 0,31 %                |
| Provinz Guangdong          | Stadt Qingyuan                   | AK Lianshan der Zhuang und Yao (连山壮族瑶族自治县)   | 44.141            | 0,27 %                |
| AG Guangxi der Zhuang      | Stadt Guilin                     | Kreis Lipu (荔浦县)                                   | 41.425            | 0,26 %                |
| AG Guangxi der Zhuang      | Stadt Hezhou                     | Stadtbezirk Babu (八步区)                             | 40.532            | 0,25 %                |
| Provinz Yunnan             | AB Honghe der Hani und Yi        | Kreis Mengzi (蒙自县)                                 | 37.938            | 0,23 %                |
| AG Guangxi der Zhuang      | Stadt Nanning                    | Stadtbezirk Xingning (兴宁区)                         | 36.418            | 0,22 %                |
| AG Guangxi der Zhuang      | Stadt Nanning                    | Stadtbezirk Yongxin (永新区)                          | 34.335            | 0,21 %                |
| Provinz Yunnan             | AB Wenshan der Zhuang und Miao   | Kreis Malipo (麻栗坡县)                               | 33.250            | 0,21 %                |
| Provinz Guangdong          | Stadt Zhongshan                  | Stadtbezirk (市辖区)                                  | 31.666            | 0,2 %                 |
| AG Guangxi der Zhuang      | Stadt Guilin                     | AK Longsheng mehrerer Nationalitäten (龙胜各族自治县) | 30.358            | 0,19 %                |
| AG Guangxi der Zhuang      | Stadt Guilin                     | Kreis Yangshuo (阳朔县)                               | 29.632            | 0,18 %                |
| AG Guangxi der Zhuang      | Stadt Guilin                     | Kreis Yongfu (永福县)                                 | 25.564            | 0,16 %                |
| Provinz Yunnan             | AB Wenshan der Zhuang und Miao   | Kreis Xichou (西畴县)                                 | 24.212            | 0,15 %                |
| Provinz Guangdong          | Stadt Shenzhen                   | Stadtbezirk Longgang (龙岗区)                         | 22.708            | 0,14 %                |
| Provinz Yunnan             | Stadt Qujing                     | Kreis Shizong (师宗县)                                | 22.290            | 0,14 %                |
| AG Guangxi der Zhuang      | Stadt Guilin                     | Kreis Pingle (平乐县)                                 | 21.744            | 0,13 %                |
| Provinz Guizhou            | AB Qiandongnan der Miao und Dong | Kreis Congjiang (从江县)                              | 21.419            | 0,13 %                |
| AG Guangxi der Zhuang      | Stadt Hezhou                     | Kreis Zhongshan (钟山县)                              | 20.834            | 0,13 %                |
| Provinz Guangdong          | Stadt Foshan                     | Stadtbezirk Shunde (顺德区)                           | 18.759            | 0,12 %                |
| AG Guangxi der Zhuang      | Stadt Liuzhou                    | AK Sanjiang der Dong (三江侗族自治县)                 | 18.335            | 0,11 %                |
| AG Guangxi der Zhuang      | Stadt Qinzhou                    | Kreis Lingshan (灵山县)                               | 17.715            | 0,11 %                |
| AG Guangxi der Zhuang      | Stadt Fangchenggang              | Stadt Dongxing (东兴市)                               | 16.651            | 0,1 %                 |
| Rest Chinas                |                                  |                                                       | 780.897           | 4,83 %                |